# Psilochorus minimus
Psilochorus minimus är en spindelart som beskrevs av Schmidt 1956. Psilochorus minimus ingår i släktet Psilochorus och familjen dallerspindlar.
Artens utbredningsområde är Ecuador. Inga underarter finns listade i Catalogue of Life.